# Houston Rockets 2014-2015
La stagione 2014-15 degli Houston Rockets fu la 48ª nella NBA per la franchigia.
Gli Houston Rockets arrivarono secondi nella Southwest Division della Western Conference con un record di 54-28. Nei play-off persero la finale di Conference contro i Golden State Warriors (4-1).

## Roster
| N° | Naz.                       | Ruolo | Sportivo            | Anno | Alt. | Peso \|\| |
| -- | -------------------------- | ----- | ------------------- | ---- | ---- | --------- |
| 1  | Stati Uniti (bandiera)     | A     | Trevor Ariza        | 1985 | 203  | 91        |
| 1  | Stati Uniti (bandiera)     | G     | Isaiah Canaan       | 1991 | 183  | 85        |
| 2  | Stati Uniti (bandiera)     | G     | Patrick Beverley    | 1988 | 185  | 82        |
| 3  | Stati Uniti (bandiera)     | G     | Nick Johnson        | 1992 | 191  | 91        |
| 5  | Stati Uniti (bandiera)     | A     | Josh Smith          | 1985 | 206  | 102       |
| 6  | Stati Uniti (bandiera)     | A     | Terrence Jones      | 1992 | 207  | 114       |
| 8  | Stati Uniti (bandiera)     | A     | Joey Dorsey         | 1983 | 203  | 122       |
| 9  | Argentina (bandiera)       | G     | Pablo Prigioni      | 1977 | 191  | 82        |
| 10 | Stati Uniti (bandiera)     | C     | Tarik Black         | 1991 | 211  | 113       |
| 12 | Stati Uniti (bandiera)     | C     | Dwight Howard       | 1985 | 211  | 109       |
| 13 | Stati Uniti (bandiera)     | G     | James Harden        | 1989 | 196  | 100       |
| 15 | Svizzera (bandiera)        | C     | Clint Capela        | 1994 | 208  | 111       |
| 16 | Grecia (bandiera)          | A     | Kōstas Papanikolaou | 1990 | 203  | 102       |
| 20 | Lituania (bandiera)        | A     | Donatas Motiejūnas  | 1990 | 213  | 97        |
| 30 | Stati Uniti (bandiera)     | G     | Troy Daniels        | 1991 | 193  | 91        |
| 31 | Stati Uniti (bandiera)     | G     | Jason Terry         | 1977 | 188  | 80        |
| 32 | Rep. Dominicana (bandiera) | A     | Francisco García    | 1981 | 201  | 88        |
| 32 | Stati Uniti (bandiera)     | A     | K.J. McDaniels      | 1993 | 198  | 91        |
| 33 | Stati Uniti (bandiera)     | GA    | Corey Brewer        | 1986 | 206  | 84        |
| 88 | Russia (bandiera)          | G     | Aleksej Šved        | 1988 | 198  | 86        |

## Staff tecnico
- Allenatore: Kevin McHale
- Vice-allenatori: J.B. Bickerstaff, Chris Finch, Greg Buckner
- Vice-allenatore per lo sviluppo dei giocatori: Derrick Alston
- Preparatore fisico: Joe Rogowski
- Preparatore atletico: Jason Biles